# 蓼叶远志
蓼叶远志（学名：Polygala persicariifolia）为远志科远志属下的一个种。

## 扩展阅读
- 維基物種上的相關：蓼叶远志